# TM Racing
 (janvier 2023).
TM Racing SpA Company est une entreprise italienne fabriquant des motos tout-terrain et des moteurs de karting, basée à Pesaro.
Elle est la dernière « grande » marque de motos au monde à produire des motos artisanalement, la plupart des pièces étant fabriquées en Italie[réf. nécessaire].

## Histoire
Après avoir commencé par modifier les motos de leurs amis, deux amis, Claudio Flenghi et Francesco Battistelli, décident de préparer une Aermacchi, sur laquelle Francesco gagne un championnat régional.
Parallèlement, Claudio travaille dans le domaine du karting et acquiert des connaissances dans l'amélioration de moteurs deux-temps.
Leur passion première étant le motocross, ils décident de créer leur propre machine. Claudio est spécialisé dans les préparations moteurs tandis que Francesco a des connaissances plus poussées sur les parties cycles. La moto sort en 1976 et remporte quelques victoires dans des compétitions de motocross nationales.
Fort de ce succès, ils décident d'abandonner leur métier respectif et lancent l'usine TM Racing (réunion des initiales des prénoms de leur fils : Thomas et Mirko) en 1976.
En 1977, la machine est confiée aux mains d'un jeune pilote local, Gastone Serafini, qui la conduit à de nombreuses reprises sur les plus hautes marches des podiums.
En 1978, Serafini prend des parts dans la société et la production dépasse les deux cents motos.
En 1979, la gamme se développe et contient désormais un modèle d'enduro. Tommaso Lolli est recruté comme second pilote officiel.
En 1982, Francesco Battistelli décide de quitter TM Racing et vend ses parts à Gastone Serafini.
Le 12 juillet 2020, l'un des deux cofondateurs de TM Racing, Claudio Flenghi, décède à l'âge de 79 ans.

## Gamme
La gamme 2024 se compose de six catégories :
- Cross 2-temps : 85 Junior, 85, 125, 144, 250 et 300 ;
- Cross 4-temps : 250Fi, 450Fi, 530Fi ;
- Supermotard : 125, 250, 300 SMR et SMM Blackdream et Whitedream ainsi que 300 SMX (Compétition) ;
- Supermotard 4-temps : 250Fi, 450Fi, 530Fi SMR et SMM Blackdream et Whitedream ainsi que SMX (Compétition) ;
- Enduro 2-temps : 125, 144, 250, 300 ;
- Enduro 4-temps : 250Fi, 450Fi, 530Fi.

Toutes les motos sont configurables à la demande du pilote au travers de différentes options.

### Évolution récente du cadre
Jusqu'en 2007, les cadres utilisés par TM pour les motos du marché étaient des périmétriques en acier au chrome molybdène. À partir de 2008, après avoir testé le cadre en compétition avec le MX-F 450 de Manuel Priem, TM a présenté les nouveaux modèles avec cadre périmétrique en aluminium.

## Compétition
TM Racing est fortement impliqué dans le monde de la compétition moto, dans les championnats du monde de motocross, d'enduro, de Supermotard et de karting .

### Pilotes officiels TM Racing Factory (2016)
- Supermotard : Thomas Chareyre.
- Enduro : Eero Remes.
- Motocross : Samuele Bernardini.

### Résultats
- TM Racing est champion du monde de Supermotard consécutivement depuis 2012 grâce à son pilote-titre Thomas Chareyre et son pilote support (faisant partie d'une équipe non officielle) Mauno Hermunen.
- TM Racing est champion du monde d'enduro en 2015 avec son pilote Eero Remes.